# Perlodinella unimacula
Perlodinella unimacula är en bäcksländeart som beskrevs av František Klapálek 1912. Perlodinella unimacula ingår i släktet Perlodinella och familjen rovbäcksländor. Inga underarter finns listade i Catalogue of Life.